# Championnat d'Irlande de football 2009
Navigation
Saison précédente Saison suivante
La saison 2009 du Championnat d'Irlande de football est la troisième saison du championnat dans sa nouvelle formule. Ce championnat se compose de trois divisions, la Premier Division, le plus haut niveau, la First Division, l’équivalent d’une deuxième division et le A Championship, qui est le dernier niveau national.
Le Bohemian Football Club remporte un deuxième titre de champion d'Irlande consécutif.

## Les changements depuis la saison précédente

### Promotions et relégations
Finn Harps, Cobh Ramblers FC et UCD sont relégués en First Division pour avoir terminé le championnat aux trois dernières places. Seul le club de Dundalk FC qui a gagné la First Division en 2008 monte en Premier Division. La première division irlandaise passe donc de 12 à 10 clubs.
Kildare County F.C. et Mervue United se sont rencontrés dans un match de promotion/relégation pour avoir le droit de jouer en First Division. Mervue l’a remporté (2-2 puis 0-3) et jouera donc en First Division en 2009.
Après avoir été relégué sportivement en First Div. À la fin de la saison 2007, le club des Cobh Ramblers FC voit son dossier économique refusé à la fin de la saison 2008. Il est donc administrativement relégué en A Championship.
Le club de Kildare sauve ainsi sa place en First Division.

### Changements structurels
La Premier Division est réduite de 12 à 10 clubs. Dans le même temps la First Division voit ses effectifs augmenter de 10 à 12 équipes.
D'où les modifications dans le système de promotion et de relégation entre les deux divisions. À présent seul le dernier de Premier Div. sera automatiquement relégué en First Div. Les huitième et neuvième de Premier Div. joueront un match de classement en match aller-retour. Le perdant jouera un match de barrage contre le vainqueur de la confrontation entre les deuxième et troisième de First Div. Le vainqueur de ce dernier match jouera en Premier Div. La saison suivante.
Il faut enfin noter que le club de Limerick 37 a changé d’appellation pour prendre le nom de Limerick FC

## Les 22 clubs participants
| \| Dublin · Bohemian - Shamrock Rovers - St. Patrick's Athletic FC Bray Wanderers Cork City FC Derry City FC Drogheda United Dundalk FC Galway United Sligo Rovers \| Localisation des clubs engagés dans le championnat. |
| Dublin · Bohemian - Shamrock Rovers - St. Patrick's Athletic FC Bray Wanderers Cork City FC Derry City FC Drogheda United Dundalk FC Galway United Sligo Rovers                                                           |

### Premier Division
| Equipe                                   | Ville    | Manager         | Stade              | Capacité | Année de fondation |
| ---------------------------------------- | -------- | --------------- | ------------------ | -------- | ------------------ |
| Bohemian Football Club                   | Dublin   | Pat Fenlon      | Dalymount Park     | 7,955    | 1890               |
| Bray Wanderers Association Football Club | Bray     | Eddie Gormley   | Carlisle Grounds   | 7,000    | 1942               |
| Cork City Football Club                  | Cork     | Paul Doolin     | Turners Cross      | 7,485    | 1984               |
| Derry City Football Club                 | Derry    | Stephen Kenny   | Brandywell Stadium | 7,700    | 1928               |
| Drogheda United Football Club            | Drogheda | Alan Mathews    | United Park        | 5,400    | 1975               |
| Dundalk Football Club                    | Dundalk  | Seán Connor     | Oriel Park         | 6,000    | 1903               |
| Galway United Football Club              | Galway   | Ian Foster      | Terryland Park     | 5,000    | 1937               |
| Shamrock Rovers Football Club            | Dublin   | Michael O'Neill | Tallaght Stadium   | 5,700    | 1901               |
| Sligo Rovers Football Club               | Sligo    | Paul Cook       | The Showgrounds    | 5,500    | 1928               |
| St. Patrick's Athletic Football Club     | Dublin   | Pete Mahon      | Richmond Park      | 5,500    | 1929               |

## Compétition

### Premier Division
| Rang | Équipe                    | Pts | J  | G  | N  | P  | Bp | Bc | Diff |
| ---- | ------------------------- | --- | -- | -- | -- | -- | -- | -- | ---- |
| 1    | Bohemian FC T             | 77  | 36 | 24 | 5  | 7  | 62 | 21 | +41  |
| 2    | Shamrock Rovers           | 73  | 36 | 21 | 10 | 5  | 51 | 27 | +24  |
| 3    | Cork City FC              | 60  | 36 | 17 | 9  | 10 | 42 | 28 | +14  |
| 4    | Derry City FC             | 59  | 36 | 18 | 5  | 13 | 49 | 31 | +18  |
| 5    | Dundalk FC P              | 44  | 36 | 12 | 8  | 16 | 46 | 51 | -5   |
| 6    | Sligo Rovers              | 43  | 36 | 11 | 10 | 15 | 41 | 51 | -10  |
| 7    | St. Patrick's Athletic FC | 43  | 36 | 13 | 4  | 19 | 29 | 46 | -17  |
| 8    | Galway United             | 42  | 36 | 12 | 6  | 18 | 36 | 57 | -21  |
| 9    | Drogheda United           | 32  | 36 | 7  | 11 | 18 | 32 | 50 | -18  |
| 10   | Bray Wanderers            | 28  | 36 | 6  | 10 | 20 | 30 | 56 | -26  |

| Légende : Qualifications et relégations | Légende : Qualifications et relégations                                |
| --------------------------------------- | ---------------------------------------------------------------------- |
|                                         | Ligue des champions de l'UEFA 2009-2010, premier tour de qualification |
|                                         | Ligue Europa 2010-2011, premier tour de qualification                  |
|                                         | Ligue Europa 2009-2010, deuxième tour de qualification                 |
|                                         | Relégation en deuxième division                                        |
|                                         | T : Tenant du titre P : Promu                                          |

#### Matchs de barrage
Demi-finale
| 10 novembre 2009 | Drogheda United         | 2-0   | Bray Wanderers | United Park, Drogheda |  |
|                  | Chambers 60e · King 82e | (0-0) |                |                       |  |

Drogheda se maintient en première division.
| 10 novembre 2009 | Shelbourne FC  | 1-2   | Sporting Fingal FC       | Tolka Park, Dublin |  |
|                  | McAllister 72e | (0-2) | Zayed 39e · Williams 41e |                    |  |

Finale
| 13 novembre 2009 | Sporting Fingal FC      | 2-0   | Bray Wanderers | Morton Stadium, Dublin |  |
|                  | Paisley 51e · Byrne 67e | (0-0) |                |                        |  |

| 16 novembre 2009 | Bray Wanderers           | 2-2   | Sporting Fingal FC    | Carlisle Grounds, Bray |  |
|                  | Flood 83e · O'Connor 90e | (0-0) | Zayed 59e · Bayly 90e |                        |  |

Sporting Fingal Football Club l’emporte 4-2 sur l'ensemble des deux matchs et se qualifie ainsi pour la Premier Division. Bray Wanderers Association Football Club est relégué en First Division.

#### Classement des buteurs
| Rang | Nom            | Equipe          | Buts |
| ---- | -------------- | --------------- | ---- |
| 1    | Gary Twigg     | Shamrock Rovers | 24   |
| 2    | Jason Byrne    | Bohemian FC     | 22   |
| 3    | Rafael Cretaro | Sligo Rovers    | 15   |
| 4    | Chris Turner   | Dundalk FC      | 12   |
| 5    | Mark Farren    | Derry City FC   | 10   |

### First Division
- au 17 octobre 2009[1]

| Rang | Équipe              | Pts | J  | G  | N | P  | Bp | Bc | Diff |
| ---- | ------------------- | --- | -- | -- | - | -- | -- | -- | ---- |
| 1    | UCD                 | 68  | 30 | 21 | 5 | 4  | 54 | 17 | +37  |
| 2    | Shelbourne FC R     | 64  | 29 | 19 | 7 | 3  | 53 | 24 | +29  |
| 3    | Sporting Fingal FC  | 63  | 30 | 16 | 6 | 5  | 60 | 23 | +37  |
| 4    | Waterford United    | 57  | 29 | 17 | 6 | 6  | 45 | 18 | +27  |
| 5    | Monaghan United     | 46  | 30 | 13 | 7 | 10 | 51 | 47 | +4   |
| 6    | Wexford Youths FC   | 46  | 30 | 14 | 4 | 12 | 25 | 27 | -2   |
| 7    | Limerick FC         | 38  | 30 | 10 | 8 | 12 | 44 | 40 | +4   |
| 8    | Finn Harps          | 33  | 30 | 8  | 9 | 13 | 34 | 43 | -9   |
| 9    | Longford Town       | 25  | 30 | 7  | 4 | 19 | 39 | 54 | -15  |
| 10   | Athlone Town        | 24  | 30 | 5  | 9 | 16 | 28 | 54 | -26  |
| 11   | Mervue United N     | 22  | 30 | 6  | 4 | 20 | 27 | 59 | -32  |
| 12   | Kildare County F.C. | 15  | 30 | 4  | 3 | 23 | 23 | 76 | -53  |

| Légende : Qualifications et relégations | Légende : Qualifications et relégations           |
| --------------------------------------- | ------------------------------------------------- |
|                                         | Monte en Premier Division                         |
|                                         | Barrages pour l'accession en Premier Division     |
|                                         | Relégation en deuxième division                   |
|                                         | R : Reléguée de Premier Division N : Nouveau club |

#### Matchs de barrage
Kildare County Football Club ayant décidé de se retirer du championnat, aucun match de barrage pour la relégation et la promotion  entre First Division et A championship n'est organisé. Salthill Devon est de fait directement promu en First Division.

### A Championship
Le A championship est une division nationale de développement. On y retrouve deux sortes d'équipes : Des équipes qui postulent à devenir professionnelles (elles sont au nombre de 6 : Cobh Ramblers FC, Castlebar Celtic, FC Carlow, Salthill Devon, Tralee Dynamos et Tullamore Town) et les équipes réserves (dites équipes "A") des équipes participant au championnat professionnel.
les équipes pouvant se qualifier pour la montée en First Division sont surlignées en vert
| Rang | Équipe            | Pts | J  | G  | N | P  | Bp | Bc | Diff |
| ---- | ----------------- | --- | -- | -- | - | -- | -- | -- | ---- |
| 1    | Salthill Devon    | 36  | 16 | 11 | 3 | 2  | 37 | 17 | +20  |
| 2    | Drogheda United A | 32  | 16 | 10 | 2 | 4  | 39 | 18 | +21  |
| 3    | Finn Harps A      | 30  | 16 | 9  | 3 | 4  | 37 | 17 | +20  |
| 4    | Castlebar Celtic  | 25  | 16 | 8  | 1 | 7  | 31 | 31 | 0    |
| 5    | Derry City A      | 23  | 16 | 7  | 2 | 7  | 32 | 21 | +11  |
| 6    | Tullamore Town    | 18  | 16 | 5  | 3 | 8  | 13 | 19 | -6   |
| 7    | Dundalk FC A      | 18  | 16 | 5  | 3 | 8  | 24 | 34 | -10  |
| 8    | Sligo Rovers A    | 15  | 16 | 4  | 3 | 9  | 16 | 32 | -16  |
| 9    | Galway United A   | 7   | 16 | 1  | 4 | 11 | 8  | 48 | -40  |

| Rang | Équipe                  | Pts | J  | G  | N | P  | Bp | Bc | Diff |
| ---- | ----------------------- | --- | -- | -- | - | -- | -- | -- | ---- |
| 1    | Shamrock Rovers A       | 36  | 16 | 11 | 3 | 2  | 29 | 10 | +19  |
| 2    | Bohemian FC A           | 31  | 16 | 10 | 1 | 5  | 26 | 21 | +5   |
| 3    | Bray Wanderers A        | 28  | 16 | 8  | 4 | 4  | 30 | 21 | +9   |
| 4    | Sporting Fingal A       | 26  | 16 | 8  | 2 | 6  | 32 | 21 | +11  |
| 5    | Tralee Dynamos          | 25  | 16 | 8  | 1 | 7  | 20 | 21 | -1   |
| 6    | Cork City A             | 24  | 16 | 7  | 3 | 6  | 20 | 19 | +1   |
| 7    | St Patrick's Athletic A | 15  | 16 | 3  | 6 | 7  | 16 | 18 | -2   |
| 8    | FC Carlow               | 12  | 16 | 3  | 3 | 10 | 14 | 35 | -21  |
| 9    | Cobh Ramblers FC        | 6   | 16 | 1  | 3 | 12 | 11 | 32 | -21  |

#### Finale
Les deux premiers de chaque poule se rencontrent pour déterminer le vainqueur du A Championship.
| 31 octobre 2009 | Salthill Devon | 0-1   | Shamrock Rovers A | Drom Clubhouse, Galway |  |
|                 |                | (0-0) | Cowan 90+7e       |                        |  |

L'équipe réserve du Shamrock Rovers Football Club remporte pour la première fois le A Championship.

## Bilan de la saison
| Tableau d'Honneur |                    |
| Compétition       | Vainqueur          |
| Premier Division  | Bohemian FC        |
| Coupe d'Irlande   | Sporting Fingal FC |
| Coupe de la Ligue | Bohemian FC        |

| Qualifications européennes 2010-2011   |                 |
| Ligue des champions                    | Qualifiés       |
| 2e tour de qualification des champions | Bohemian FC     |
| Ligue Europa                           | Qualifiés       |
| 2e tour de qualification               | Shamrock Rovers |
| 1er tour de qualification              | Cork City FC    |

| Promotions et relégations  |                                 |
| Relégués en First Division | Bray Wanderers et Derry City FC |
| Promus en Premier Division | UC Dublin et Sporting Fingal FC |
| Relégués en A Championship | Kildare County F.C.             |
| Promus First Division      | Salthill Devon                  |